# Vêtements du temple

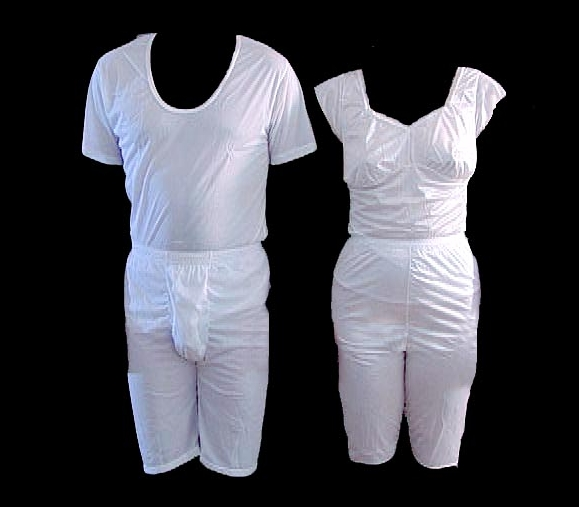
Les vêtements du temple deux pièces (post-1979) se terminent juste au dessus des genoux pour les deux sexes. À gauche, les vêtements des hommes ; à droite, les vêtements des femmes.

Les vêtements du temple sont un type de sous-vêtements portés par certains membres de l'Église de Jésus-Christ des saints des derniers jours (connus sous le nom de mormons). Ils remontent au XIXe siècle. Les sous-vêtements sont portés jour et nuit. Ils sont portés à l'âge adulte, à partir du premier passage au temple, correspondant généralement au mariage ou à l'envoi en mission. Les sous-vêtements sont considérés comme un rappel symbolique des engagements pris pendant les cérémonies du temple et vus comme une source de protection symbolique ou littérale contre les maux du monde.

## Caractéristiques
De nos jours, les vêtements mormons se présentent sous la forme d'un t-shirt et d'un short court de couleur blanche. Plusieurs coupes et matières sont possibles, selon les climats.
Ils contiennent des petits symboles rappelant les engagements que les mormons ont fait au temple.
Leurs porteurs doivent éviter de les montrer en public et à des personnes qui n'en comprendraient pas la signification. Cependant, depuis les dernières années, ces derniers sont de plus en plus montrés au public, brisant ainsi le secret autour de ceux-ci.
Le port jour et nuit contre la peau peut causer des infections. La matière et la coupe des vêtements peuvent les rendre inconfortables.